# Dr. Alban
Dr. Alban, pseudonimo di Alban Uzoma Nwapa (Enugu, 26 agosto 1957), è un cantante e produttore discografico nigeriano naturalizzato svedese.
Il nome d'arte "Dr. Alban" si deve ai suoi studi giovanili di odontoiatra.

## Biografia
Dr. Alban è arrivato in Svezia all'età di 23 anni, per studiare odontoiatria. Ha raggiunto la fama internazionale negli anni novanta. Il suo album di debutto Hello Afrika, ha venduto circa un milione di copie in tutto il mondo, e un risultato ancora maggiore è stato raggiunto dal successivo One Love. Brani come Sing Hallelujah, Hello Afrika, Look Who's Talking Now, It's My Life e Let the Beat Go on sono considerati classici della musica dance.
Ha fondato una propria etichetta discografica, la Dr. Records. È tornato sulle scene musicali nel 2008 grazie a una collaborazione con Haddaway, altro nome celebre della dance nel decennio precedente, per la canzone I Love The 90's.

## Vita privata
Alban Nwapa ha incontrato la sua futura moglie nel 2004, l'insegnante svedese Katrine "Kin" Hermansson (1973) di Hudiksvall che gli è stata presentata da Tomas Brolin, anche lui di Hudiksvall. Insieme alle figlie Jane (2005) e Julia (2008) hanno vissuto a Stoccolma fino a giugno 2021, quando il loro matrimonio è finito col divorzio. Dr. Alban vive tuttora a Stoccolma e continua la sua attività di musicista.

## Discografia

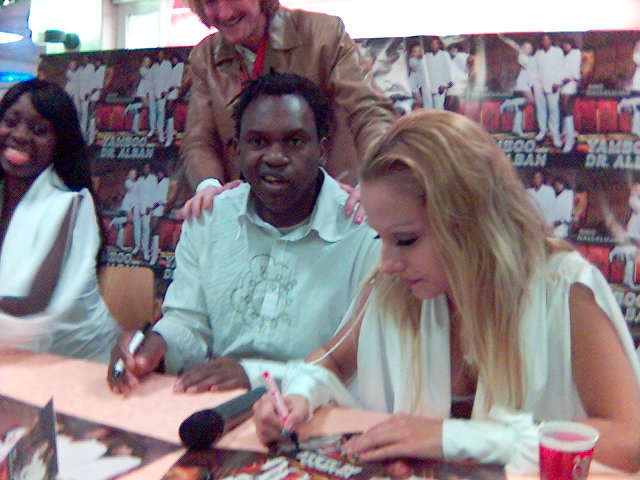
Dr Alban

### Album
- 1990 - Hello Afrika
- 1992 - One Love
- 1993 - Hello Afrika (riedizione)
- 1994 - Look Who's Talking
- 1996 - Born in Africa
- 1997 - The Very Best of 1990-1997
- 1997 - Believe
- 2000 - Prescription
- 2008 - Back to Basics

### Singoli
- 1990 - Hello Afrika
- 1990 - No Coke
- 1991 - U + mi
- 1991 - Stop the Pollution
- 1992 - It's My Life
- 1992 - One Love
- 1993 - Sing Hallelujah!
- 1994 - Look Who's Talking Now
- 1994 - Away from Home
- 1994 - Let the Beat Go On
- 1995 - This Time I'm Free
- 1997 - Mr. Dj
- 1999 - Alla vi (con Tomas Brolin, Björn Borg e Mattias Frisk)
- 2001 - Because Of You
- 2003 - Work Work
- 2008 - I Love The 90's (feat. Haddaway)